# Paraphloeopsis papuana
Paraphloeopsis papuana är en skalbaggsart som beskrevs av Stefan von Breuning 1961. Paraphloeopsis papuana ingår i släktet Paraphloeopsis och familjen långhorningar. Inga underarter finns listade i Catalogue of Life.